# Madastenus yarlunus
Madastenus yarlunus là một loài tò vò trong họ Ichneumonidae.